# Grande Telescópio Milimétrico

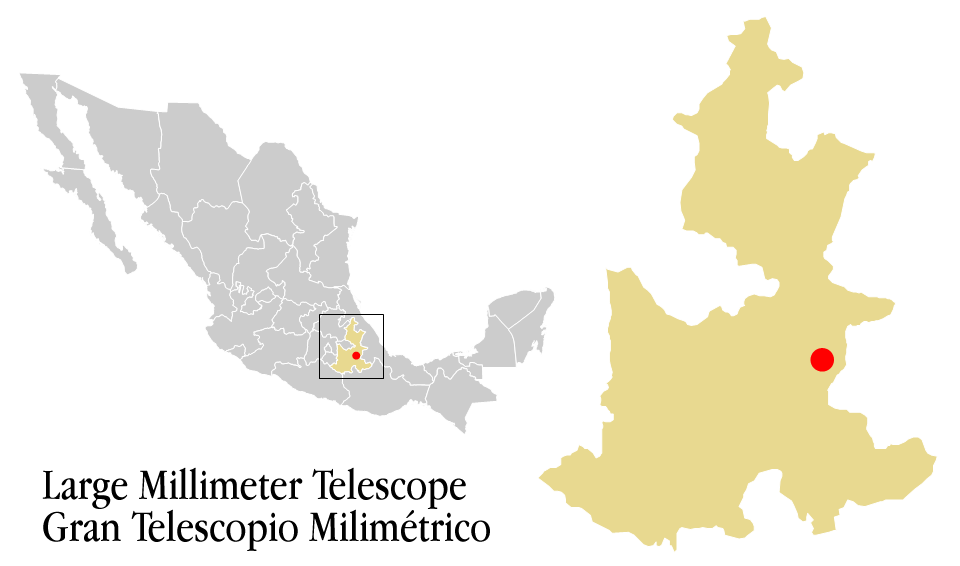
Localização do GTM

O Grande Telescópio Milimétrico (GTM) foi inaugurado em 2006. É o maior e mais sensível radiotelescópio de antena única no seu intervalo de frequências, construído para a aobservação de ondas de rádio nos comprimentos de onda entre 0,85 e 4 mm. Tem diâmetro igual a 50 metros e 2000 m² de superfície receptora. 
Está situado no cume do Sierra Negra, um vulcão extinto e o quinto pico mais elevado do México, vizinho da montanha  mais alta do México, o Pico de Orizaba, no estado de Puebla. 
A sua construção demorou 10 anos e teve um custo de 116 milhões de dólares. Trata-se de um projecto conjunto entre o México (80%) e os Estados Unidos (20%) por intermédio do Instituto Nacional de Astrofísica, Óptica y Electrónica (INAOE) e a University of Massachussetts - Amherst.
As observações nos comprimentos de onda milimétricos usando o GTM darão aos astrónomos uma visão das regiões obscurecidas por poeiras no meio interestelar, aumentando assim o conhecimento sobre a formação de estrelas. O GTM encontra-se também particularmente bem equipado para a observação de planetas e planetesimais do sistema solar bem como de discos protoplanetários extra-solares que são relativamente frios e cujas emissões de radiação ocorrem em comprimentos de onda milimétricos. Existem também propostas para observação de flutuações na radiação cósmica de fundo bem como de núcleos galácticos activos.